# Dawit Safarjan
Dawit Safarjan (armenisch Դավիթ Սաֆարյան; russisch Давид Сафарян Dawid Safarjan; englisch David Safaryan; * 1. August 1989 in Tscherkessk, Autonome Oblast Karatschai-Tscherkessien, Russische SFSR, UdSSR) ist ein ursprünglich russischer, dann armenischer Ringer. Er wurde 2013 Europameister und Weltmeister im freien Stil im Leichtgewicht.

## Werdegang
Dawit Safarjan begann in früher Kindheit auf Initiative seines Vaters, der den Titel Meister des Sports in dieser Disziplin trug, mit dem Freistilringen. Seit 2003 trainierte Safarjan beim Trainer Abdullah Magomedow in Krasnodar. Von 2006 bis 2009 gehörte er zur Juniorenmannschaft Russlands. Gleich bei seinem ersten Start bei einer internationalen Meisterschaft, der Junioren-Europameisterschaft (Cadets) im Jahre 2006 in Istanbul gewann er in der Gewichtsklasse bis 58 kg den Europameistertitel. Auch 2007 wurde er in Belgrad Junioren-Europameister. Im Finale bezwang er dabei im Federgewicht Ismail Emin Redschep aus Bulgarien. 2008 kam er bei der Junioren-Europameisterschaft in Kosice im Leichtgewicht hinter Ender Coşkun, Türkei, aber vor Jabrail Hasanow aus Aserbaidschan auf den 2. Platz. Hinter diesem Jabrail Hasanow wurde er 2009 in Ankara Vize-Weltmeister der Junioren im Leichtgewicht.
Danach entschied er sich, zukünftig für Armenien zu starten, wo er mit dem Trainer Juri Babajan, der seinerzeit mit seinem Vater trainiert hatte, sowie dem armenischen Cheftrainer Arajik Baghdadjan zu arbeiten begann. Er trainiert im Trainingszentrum der armenischen Ringer-Nationalmannschaft in Jerewan, häufig aber auch in Wladikawkas in Nord-Ossetien. Er konzentriert sich auf den freien Stil, ist Student, lebt aber vom Ringen. Bei einer Größe von 1,74 Metern startet er im Leichtgewicht, der Gewichtsklasse bis 66 kg Körpergewicht.
Seinen ersten Start bei einer internationalen Meisterschaft bei den Senioren bestritt Dawit Safarjan bei der Weltmeisterschaft 2011 in Istanbul. Er verlor dabei im Leichtgewicht gegen Olympiasieger Mawlet Batirow aus Russland knapp nach Punkten (1:2 Runden, 2:3 Punkte). Da Batirow aber das Finale nicht erreichte, schied er aus und kam nur auf den 25. Platz. 2012 gewann er dann bei der Europameisterschaft in Belgrad mit einem 3. Platz die erste Medaille bei den Senioren. Auf dem Weg zu diesem Erfolg besiegte er Georg Marchl, Österreich, Emin Asisow, Aserbaidschan, verlor gegen Alan Gogajew, Russland und siegte im entscheidenden Kampf um diese Bronzemedaille Yakup Gör aus der Türkei. Im April 2012 erkämpfte er sich bei einem Turnier in Sofia die Startberechtigung für die Olympischen Spiele in London. Er belegte dabei im Leichtgewicht hinter Ali Schabanau aus Belarus und vor Jan Ceaban, Rumänien und Dejan Mitrow, Mazedonien, den 2. Platz.
Beim olympischen Ringerturnier in London siegte er in seinem ersten Kampf über Omar Abdou Abdou aus Ägypten, verlor dann aber gegen Aqschürek Tanatarow aus Kasachstan, womit er ausschied und den 8. Platz belegte.
Im März 2013 gewann Dawit Safarjan dann in Tiflis den Europameistertitel im Leichtgewicht mit Siegen über Maxime Eric Fiquet, Frankreich, Aljaksandr Kantojeu, Belarus, Mihail Sawa, Moldawien und Yakup Gör. Bei der Universiade in Kasan unterlag er im Finale dem Russen Magomed Kurbanalijew und belegte deshalb den 2. Platz. Bei der Weltmeisterschaft dieses Jahres in Budapest war er aber wieder in hervorragender Form und konnte auch gegen Magomed Kurbanalijew Revanche nehmen. Er besiegte in Budapest George Bucur, Rumänien, Rafael Statkiewicz, Polen, Magomed Kurbanalijew, Lewan Kelekschaschwili, Georgien und Liván López Azcuy, Kuba und wurde damit erstmals Weltmeister.

## Internationale Erfolge
| Jahr | Platz | Wettbewerb                                             | Gewichtsklasse | Ergebnisse |
| 2006 | 1.    | Junioren-EM (Cadets) in Istanbul                       | bis 58 kg      | vor Servet Coskun, Türkei, Pawel Negru, Moldawien und Andrei Nagorni, Ukraine                                                                                |
| 2007 | 1.    | Junioren-EM in Belgrad                                 | Feder          | vor Ismail Emin Redzhep, #Bulgarien, Dejan Mitrow, Mazedonien und Rustam Kulik, Ukraine                                                                      |
| 2008 | 2.    | Junioren-EM in Kosice                                  | Leicht         | hinter Ender Coskun, Türkei, vor Wadim Badin, Estland und Jabrail Hasanow, Aserbaidschan                                                                     |
| 2009 | 2.    | Junioren-WM in Ankara                                  | Leicht         | hinter Jabrail Hasanow, vor Stanislaw Sinchenko, Ukraine und Saba Bolaghi, Deutschland                                                                       |
| 2010 | 11.   | "Takhti"-Cup in Esfahan                                | Leicht         | Sieger: Mohsen Jahanbachschian vor Mohsen Aghajani, beide Iran                                                                                               |
| 2011 | 12.   | "Ali-Alijew"-Memorial in Kaspisk                       | Leicht         | Sieger: Gadschi Abdullajew vor Andrei Semenzow, beide Russland                                                                                               |
| 2011 | 2.    | "Giwi Kartozija-Wachtang Balawadse"-Memorial in Tiflis | Leicht         | hinter Schalwa Musiaschwili Abajew, Georgien, vor Muhammed Ilkhan, Türkei und Tsotne Baramidse, Georgien                                                     |
| 2011 | 2.    | Intern. Turnier in Kiew                                | Leicht         | hinter Andrei Kwiatkowski, Ukraine, vor Leonid Basan, Bulgarien und Eldar Naschmutdinow, Russland                                                            |
| 2011 | 25.   | WM in Istanbul                                         | Leicht         | nach einer Niederlage gegen Mawlet Batirow, Russland |
| 2012 | 10.   | "Dan Kolow - Nikola Petrow"-Memorial in Sofia          | Welter         | Sieger: Murad Gaidarow, Belarus vor Kiril Tersiew, Bulgarien                                                                                                 |
| 2012 | 3.    | EM in Belgrad                                          | Leicht         | nach Siegen über Georg Marchl, Österreich und Emin Asisow, Aserbaidschan, einer Niederlage gegen Alan Gogajew Russland und einem Sieg über Yakup Gör, Türkei |
| 2012 | 2.    | Olympia-Qualif.-Turnier in Sofia                       | Leicht         | hinter Ali Schabanau, Belarus, vor Jan Ceaban, Rumänien und Dejan Mitrow, Mazedonien                                                                         |
| 2012 | 8.    | OS in London                                           | Leicht         | nach einem Sieg über Omar Abdou Abdou, Ägypten und einer Niederlage gegen Aqschürek Tanatarow, Kasachstan                                                    |
| 2012 | 3.    | "Ali-Alijew"-Memorial in Machatschkala                 | Leicht         | hinter Iljas Bekbulatow und Asamat Bulatow, beide Russland                                                                                                   |
| 2012 | 2.    | Intern. Turnier in Kiew                                | Leicht         | hinter Achmed Tschakajew, vor Rustambek Maichadow, beide Russland und Arsen Jedigarow, Ukraine                                                               |
| 2013 | 1.    | EM in Tiflis                                           | Leicht         | nach Siegen über Maxime Eric Fiquet, Frankreich, Aljaksandr Kantojeu, Belarus, Mihail Sawa, Moldawien und Yakup Gör                                          |
| 2013 | 2.    | Universiade in Kasan                                   | Leicht         | hinter Magomed Kurbanalijew, Russland, vor Gandsorigiin Mandachnaran, Mongolei und Semjon Radulow, Ukraine                                                   |
| 2013 | 1.    | WM in Budapest                                         | Leicht         | nach Siegen über George Bucur, Rumänien, Rafel Statkiewicz, Polen, Magomed Kurbanalijew, Lewan Kelekschaschwili, Georgien und Liván López Azcuy, Kuba        |

Erläuterungen
- alle Wettbewerbe im freien Stil
- OS = Olympische Spiele, WM = Weltmeisterschaft, EM = Europameisterschaft
- Federgewicht, bis 60 kg, Leichtgewicht, bis 66 kg und Weltergewicht, bis 74 kg Körpergewicht